# 水留浩一
水留 浩一 （みずとめ こういち、1968年 - ）は、日本のプロ経営者、実業家、経営コンサルタント。
FOOD&LIFE COMPANIES（旧スシローグローバルホールディングス）の旧代表取締役社長CEOであり、傘下の企業のあきんどスシローや京樽、海外法人の会長職を兼務する。
過去にはローランドベルガー（Roland Berger）日本法人の代表取締役日本代表、企業再生支援機構　常務取締役、日本航空取締役副社長、株式会社ワールド取締役専務を歴任している。

## 人物・来歴
神奈川県三浦郡葉山町出身。神奈川県立横須賀高等学校を経て、1991年東京大学理学部卒業。
大学卒業後、電通で5年間営業を経験。ローランドベルガー日本法人の代表取締役日本代表、企業再生支援機構　常務取締役、日本航空　取締役副社長、ワールド取締役専務を経て、FOOD&LIFE COMPANIES（旧スシローグローバルホールディングス）の代表取締役社長CEOであり、傘下の企業のあきんどスシローや京樽等企業の会長職を兼務する。
日本航空では、破綻時に管財人代理、取締役副社長として再建に貢献、スシローにおいては就任後2年で再上場を果たし、その後企業価値を5倍以上に成長させる等の実績を残している。

## テレビ番組
- 日経スペシャル カンブリア宮殿 異色経営者が挑む！ スシロー革命の全貌（2021年6月3日、テレビ東京）- FOOD & LIFE COMPANIES社長 水留浩一出演[2]。
- 日経スペシャル カンブリア宮殿 日本の胃袋 鷲摑みの秘密 最強"国民食"スペシャル（2022年3月10日、テレビ東京）- 日清食品社長 安藤徳隆、FOOD & LIFE COMPANIES社長 水留浩一出演[1]。

## 書籍

### 著書
- 『リストラクチャリング 成長へ向けた企業構造改革』（著者:水留浩一 宮崎真澄）（2001年11月22日、東洋経済新報社）ISBN 9784492554395